# Abdelfettah Boukhriss
Abdelfettah Boukhriss (Rabat, 22 de outubro de 1986) é um futebolista profissional marroquino que atua como defensor.

## Carreira
Abdelfettah Boukhriss fez parte do elenco da Seleção Marroquina de Futebol na Campeonato Africano das Nações de 2012.